# Fatima Beyina-Moussa
Pour les articles homonymes, voir Moussa.
Vous pouvez aider à l'améliorer ou bien discuter des problèmes sur sa page de discussion.
- Sa forme n’est pas encyclopédique et ressemble trop à un curriculum vitæ. Modifiez le texte pour aider à le transformer en article neutre. (Marqué depuis novembre 2016)

Fatima Beyina-Moussa, née le 31 Mars 1973 au Sénégal, est une dirigeante d'entreprise et une femme politique très impliquée dans le secteur de l'éducation. Présidente, elle a été élue au conseil municipal de Brazzaville en Juillet 2022. Elle dirige la compagnie aérienne du Congo, ECAir, depuis sa création en 2011. Elle est la première femme à avoir été élue par ses pairs, dirigeants de compagnies aériennes, Présidente de l’Association des compagnies aériennes africaines (AFRAA), en fin 2014.
Cette ancienne Économiste du Programme des Nations Unies pour le Développement, Auditeur financier chez Ernst & Young, Cadre Supérieur de la Banque des Etats de l’Afrique Centrale est une passionnée des questions relatives au devenir de l’Afrique.

## Origines familiales
Née à Dakar, Fatima Beyina-Moussa est l'aînée des quatre enfants, d'une mère malienne (Aissata TRAORE) et d'un père congolais (Pierre MOUSSA).
Son père, l’économiste Pierre MOUSSA, est l’actuel Secrétaire Général du Parti Congolais du Travail (PCT). Il fut président de la Commission de la Communauté économique et monétaire de l'Afrique centrale (CEMAC) de 2012 à 2017, après avoir été Ministre du Plan, de l'Économie, des Finances et avoir occupé d’autres portefeuilles ministériels dans divers gouvernements congolais entre 1979 et 2012.
Sa mère, l’Economiste Aissata MOUSSA, née Traoré, est un assureur de formation, qui a longtemps été Directeur de la Réassurance au sein de la Société nationale d’assurances du Congo, l’ARC (Assurance et Réassurance du Congo). Elle est la cofondatrice de la société des Assurances Générales du Congo (AGC), en 2000. Directrice Générale Adjointe d’AGC depuis sa création, elle est ensuite devenue Directrice Générale de la filiale-vie de cette société (AGC-Vie) en 2010, avant de prendre sa retraite en 2013. Mme Aissata Moussa a été Présidente du Conseil d’administration d’Ecobank Congo, de 2017 à 2019 et Gouverneur du Lion’s Club District 403B en 2017-2018.

## Enfance et études secondaires
Fatima Beyina-Moussa commence sa scolarité à l’école primaire de La Poste à Brazzaville, avant de poursuivre ses études au Collège Mafoua Virgile de Brazzaville. En classe de quatrième, ses parents l’envoient poursuivre sa scolarité à l’Ecole Internationale Européenne de Paris (à Draveil, en France).
Elle achèvera ses études secondaires au Lycée Notre-Dame des Oiseaux (à Verneuil-sur-Seine) où elle obtiendra avec succès son baccalauréat (B-Série Économique) avec Mention.

## Études supérieures
Fatima Beyina-Moussa est titulaire d’un BAA (Bachelor en Administration des Affaires, Option Finance) de HEC-Montréal, d’un Master of Business Administration (MBA) de l’université d’Ottawa et d’un DEA (Diplôme d’Etudes Approfondies) en Economie de l’Institut d’Etudes Politiques de Paris (Sciences-Po).
Elle a également participé à de nombreuses formations professionnelles, notamment à la Harvard University Kennedy School of Government (Boston) et au siège du FMI (Fonds Monétaire International), à Washington, DC.

## Carrière Pro
Fatima commence sa carrière comme Auditeur Financier au sein du cabinet international Ernst & Young. Elle est recrutée à Paris et envoyée à leur bureau de Pointe-Noire, au Congo, où elle participe en deux ans, à un grand nombre de missions d’audit et de commissariat aux comptes, en tant qu’Assistante puis comme Chef de mission.

### BEAC
Forte de son expérience d’Auditeur Financier, elle passe le concours des Agents d’Encadrement Supérieur de la BEAC (Banque des Etats de l’Afrique Centrale) et participe à la formation des cadres supérieurs au siège de la Banque à Yaounde (Cameroun). Au sein de la Direction Nationale de la BEAC pour le Congo, elle exerce la fonction de Chef de Service du Marché Monétaire puis celle de Chef de Service de la Balance des Paiements et des Relations Financières Extérieures. C’est à la BEAC que Fatima rencontre son futur époux, l’Economiste centrafricain, Bel-Gaza BEYINA.

### Économiste PNUD Bureau de New York
Après la BEAC, Fatima et son mari décident de s’envoler pour New York, où elle intègre le Programme des Nations-Unies pour le Développement (PNUD), comme économiste au sein de l’Unité Spéciale pour la Coopération Sud-Sud.
Dans ce rôle, elle travaille sur les documents du groupe des Pays les Moins Avancés lors des travaux de la deuxième commission de l’Assemblée Générale des Nations-Unies.

### Gestionnaire de programme Fonds d'innovation
Après New York, Fatima suit son mari à Lagos au Nigeria, où il vient d’être recruté par la United Bank for Africa (UBA) comme Directeur de leur expansion en Afrique Francophone. Sur place, elle est recrutée comme Manager d’un Fonds d’innovation au sein d’EFInA (Enhancing Financial Innovation and Access), un projet de l’agence britannique d’aide au développement (DFID, Department for International Development).
EFInA vise à augmenter l’inclusion financière au Nigeria et le fonds d’innovation dirigé par Fatima permettait de financer des petits projets ayant un impact positif dur l’accès des populations nigérianes aux services financiers.

### Conseiller au Ministère des Finances du Congo
À son retour au Congo, après son séjour au Nigeria, Fatima Beyina-Moussa est embauchée au début de 2010 comme Conseillère à l’Économie et aux Réformes auprès du Ministre des Finances, de l’Économie et du Budget. Dans ce rôle, elle joue un rôle clé en tant que point focal dans les discussions entre le Congo et le Fonds Monétaire International.
Elle est également chargée de piloter diverses réformes, notamment dans le domaine de la fiscalité congolaise, où elle préside le comité de pilotage de la réforme de la fiscalité, ainsi que dans le secteur des assurances, en supervisant la restructuration de l'Assurance et Réassurance du Congo (ARC) en tant qu'Administrateur Général. C'est également au sein du cabinet ministériel que lui est confié le dossier de la création de la compagnie aérienne nationale du Congo.

### Directrice Générale d’ECAir
Après avoir piloté la création de la compagnie aérienne nationale, ECAir, Fatima Beyina-Moussa en devient la première Directrice Générale en 2011. Sous sa direction, ECAir connaît une croissance rapide, développant un réseau qui dessert des destinations stratégiques à l'international tout en renforçant sa présence régionale. Elle met en place des partenariats solides avec des acteurs majeurs de l'industrie aéronautique et, grâce à sa vision audacieuse et son engagement envers l'excellence, elle positionne ECAir comme une compagnie aérienne de référence en Afrique centrale.
En novembre 2014, Fatima Beyina-Moussa est élue Présidente de l'Association des Compagnies Aériennes Africaines (AFRAA) pour l'année 2015, devenant la première femme à occuper ce poste. Elle préside les travaux de l'assemblée générale annuelle de l'AFRAA à Brazzaville en novembre 2015. Après avoir développé la flotte et le réseau d'ECAir sur trois continents, la compagnie fait face à des défis financiers et suspend temporairement ses activités de vol.
En 2024, ECAir reprend ses vols, marquant une nouvelle étape sous la direction de Fatima Beyina-Moussa. La compagnie renoue avec ses opérations en desservant Brazzaville, Pointe-Noire et Ollombo. La reprise des vols est le fruit d'efforts soutenus pour satisfaire les exigences réglementaires nationales et internationales, aboutissant à l'obtention du Certificat de Transporteur Aérien (CTA).
Depuis la reprise, Fatima Beyina-Moussa continue d'œuvrer pour assurer la pérennité de la compagnie et consolider sa position sur le marché africain de l'aviation. ECAir travaille actuellement à l'ouverture de nouvelles dessertes dans la sous-région afin de relier davantage l'Afrique centrale au reste du continent.
Son leadership et sa détermination ont non seulement contribué à l'essor d'ECAir, mais ont également inspiré une nouvelle génération de femmes leaders dans l'industrie aérienne africaine.

## Activité sociale et communautaire
Passionnée par les questions d’éducation, Fatima s’engage activement dans ce domaine. Reconnaissant le privilège d’avoir reçu une éducation de qualité, elle a déclaré lors d’une interview à HEC Mag : “Il est maintenant de mon devoir de redonner à la prochaine génération et de faciliter l’accès des jeunes à l’éducation grâce à la FAE.”
En 2011, elle concrétise son engagement en fondant la Fondation Africaine pour l’Éducation (FAE), ce qui mènera à la création de l’American International School of Brazzaville (AISB) en août 2012. Fatima est la présidente fondatrice de la FAE et de l’AISB, où elle occupe également le poste de présidente du Conseil d’Administration.

### Création de la Fondation Africaine pour l’Education (FAE)
La FAE a développé plusieurs programmes d'excellence éducative au Congo et dans la sous-région. Parmi ses réalisations, on peut citer la création de l'AISB, la rénovation d'écoles locales, la création d'un centre de formation professionnelle et linguistique et d'un centre d'information et d'orientation pour les jeunes. Toutes ces actions ont contribué à faire de la FAE un club de l'UNESCO.
Fatima a conduit la mise en place de partenariats entre la FAE et la Fondation Tony Elumelu, ainsi qu’avec le groupe BEM Africa, avec qui la FAE vient de créer BEM Management School Brazzaville, la première Business School internationale du Congo.
La FAE est, depuis sa création, le partenaire au Congo de HEC Montréal (l'une des écoles de commerce les plus réputées au Canada), l’Alma Mater de Fatima, avec qui elle a gardé des liens très forts et avec qui la FAE a mis en place plusieurs programmes de formation à destination des cadres du Congo et de la sous-région.

### Création de l'American International School of Brazzaville
L'American International School of Brazzaville (AISB) a été créée en 2012 pour répondre à la demande croissante d'une éducation internationale de haute qualité à Brazzaville, en République du Congo. L'école offre un programme éducatif basé sur les standards américains tout en intégrant des éléments locaux, afin de servir efficacement les élèves internationaux et locaux.
L'école accueille plus de 100 élèves de la maternelle au secondaire, avec une équipe éducative composée de professionnels qualifiés, dont une majorité possède des diplômes et certifications internationaux.
L’AISB est la première école au Congo à être accréditée par la MSA (Middle States Association of Schools des USA) et par l'IB (International Baccalaureate), garantissant ainsi la qualité et la reconnaissance de ses programmes académiques.

### Lancement du EsMBA avec HEC Montréal
Depuis sa création en 2011, la Fondation Africaine pour l'Éducation (FAE) a établi un partenariat solide avec HEC Montréal, l'Alma Mater de Fatima Beyina-Moussa. Ce partenariat, fondé sur des liens solides et une vision partagée de l'excellence éducative, a permis la mise en place de plusieurs programmes de formation destinés aux cadres du Congo et de la sous-région.
Parmi ces initiatives figure « L'Essentiel d'un MBA » (EsMBA), un programme conçu pour accélérer le développement des leaders et les aider à acquérir les connaissances, outils de gestion et grilles d'analyse nécessaires pour réussir dans le monde moderne des affaires.
En plus de l'EsMBA, la FAE et HEC Montréal ont organisé ensemble deux cohortes du DESS Énergie à Brazzaville, une session préparatoire du BAA Parcours International, et deux sessions précédentes de l'EsMBA.

### Création de BEM Brazzaville
BEM Brazzaville est une école de commerce située à Brazzaville, au Congo, et fait partie du réseau BEM (Bordeaux École de Management), un groupe d'écoles de commerce bien implanté en Afrique. En plus de Brazzaville, BEM est déjà présent à Dakar, Abidjan et Douala.
BEM Brazzaville propose une gamme variée de programmes académiques, incluant des bachelors, des masters, et des formations continues dans des domaines comme le management, la finance, le marketing, et l'entrepreneuriat. L'école met l'accent sur une formation de qualité, adaptée aux réalités africaines, tout en restant connectée aux standards internationaux.
BEM Brazzaville est le fruit d'une collaboration entre le groupe KEDGE-BEM et la Fondation Africaine pour l'Éducation (FAE) via son institution de formation, l'Institut Supérieur de Technologie et de Gestion (ISTEG).
Fatima Beyina-Moussa est membre du conseil d'administration de BEM Brazzaville, une position qui découle du partenariat entre la FAE et le groupe BEM Africa, visant à offrir des opportunités éducatives de haut niveau en Afrique centrale.

## Carrière politique
Membre du comité central du Parti Congolais du travail (PCT), elle est élue au Conseil Municipal de Brazzaville. Fatima BEYINA-MOUSSA est Secrétaire aux questions économiques, environnementales et de développement durable, au sein du comité PCT Poto-Poto depuis 2020.
Son engagement politique la poussera à se présenter aux élections locales 2022, sur la liste PCT Poto-Poto. Elle est désormais membre du conseil municipal de Brazzaville, pour apporter sa contribution au bien-être de ses concitoyens, proposer des solutions, notamment dans le secteur de l’éducation dont elle affirme : « l’éducation garantit le développement humain et la transformation intégrale d’une société ».
Il faut noter que Fatima BEYINA-MOUSSA est une femme qui ne croise pas les bras, elle est toujours en mouvement, désireuse d’apporter sa pierre à l’édifice Congo. En elle, brûle cet ardent désir de toujours se battre pour faire connaître les préoccupations de ses concitoyens et améliorer leur quotidien.

## Vie privée et familiale
Fatima est mariée à Bel-Gaza BEYINA depuis 20 ans et est mère de deux adolescents.